# Musselina de Dhaka
A Musselina de Dhaka é a mais fina variante do tecido Musselina, e também um dos mais caros tecidos.
Diferentemente da musselina tradicional, que são feitos à máquina, a Musselina de Dhaka é feita manualmente, num processo complexo e que envolve 16 etapas. Além disso, é utilizado um raro tipo de algodão, originado da planta Gossypium arboreum var. neglecta, que só cresce nas margens do rio sagrado Meghna.
Poetas dos tempos de imperialismo britânico chamavam o pano de "baft-hawa" — literalmente "tecido de ar".
No início do Século XX, após centenas de anos encantando a nobreza de diversos tempos e cantos, a musselina de Dhaka foi extinta, suprimida pelas regras coloniais britânicas em favor de têxteis britânicos. Com isso, o conhecimento das técnicas sofisticadas e difíceis, utilizadas para produzir o tecido requintado, desapareceram lentamente.

## Aparições na literatura
Confirmações sobre a existência do tecido podem ser encontradas em várias obras. Talvez um dos relatos mais antigos sejam o de Yuan Chwang, viajante e monge budista chinês, que, ao visitar a Índia no ano de 629 d.C., escreveu: “O tecido é como o leve vapor da aurora”.
Outros relatos estão em obras do autor romano Petronius (Século XIV), em relatos do explorador berbere-marroquino Ibn Battuta (Século XIV) e do viajante chinês do Ma Huan (Século XV), entre muitos outros.

## Extinção
Sob o domínio britânico, a empresa britânica das Índias Orientais não poderia competir com a musselina local com sua própria exportação de pano para o subcontinente indiano. O governo colonial favoreceu as importações de têxteis britânicos. Autoridades coloniais tentaram suprimir a cultura local de tecelagem. A produção de musselina diminuiu muito e o conhecimento da tecelagem foi quase erradicado. Alega-se que, em alguns casos, os tecelões tiveram seus polegares cortados, embora isso tenha sido refutado como uma suposta leitura errada de um relatório de 1772. A indústria da Musselina de Dhaka foi suprimida por várias políticas coloniais. Como resultado, a qualidade da musselina sofreu e a finesse do pano foi perdida à medida que os panos britânicos emergiam na Índia.